# LAV III

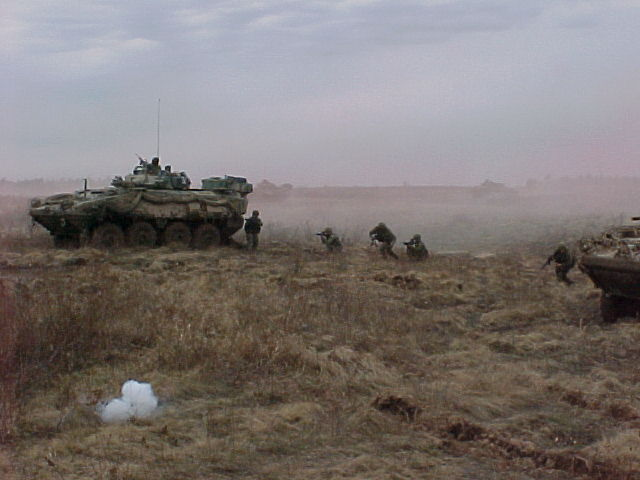
LAV-III bei einer Übung auf der CFB Gagetown

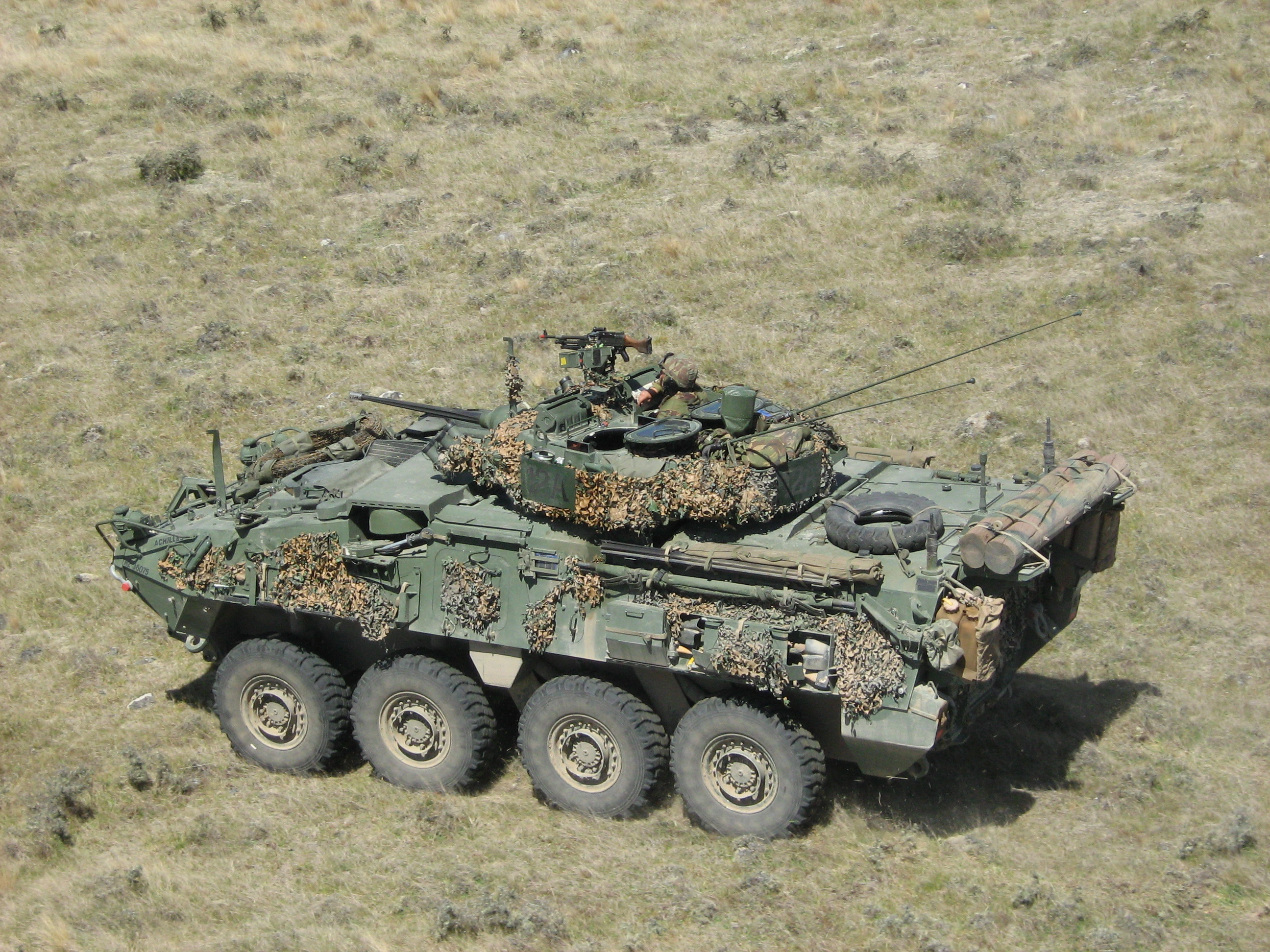
LAV-III im Einsatz

Das LAV III (Light Armoured Vehicle) ist die dritte Generation von leichtgewichtigen bewaffneten Radschützenpanzern, die von General Dynamics Land Systems Canada entwickelt und gebaut wurden und 1999 in den operativen Dienst aufgenommen wurden. Die Fahrzeuge basieren auf dem Schweizer Mowag Piranha IIIH 8×8. Es ist das primäre Kampffahrzeug der Infanterie des kanadischen und des neuseeländischen Heeres. Die USA nutzen die gleichen Fahrzeuge des Typs, jedoch in etwas veränderter Ausstattung und mit niedrigerem Gewicht unter der Bezeichnung Stryker.

## Entwicklung
Im Juli 1991 wurde in den kanadischen Streitkräfte der Bedarf an neuartigen leichtgewichtigen bewaffneten Kampffahrzeugen festgestellt, um damit die bisher älteren Modelle aus den 1960er- und 1970er-Jahren zu ersetzen. Das Ergebnis war ein 2,8 Milliarden Dollar teueres Beschaffungsprojekt der damaligen konservativen Regierung für eine Serie des Multi-Role Combat Vehicle (MRCV), welches die alten M113-Panzerfahrzeuge, das Lynx reconnaissance vehicle, Grizzly armoured personnel carrier und den Bison armoured personnel carrier ablösen sollte. Das Projekt wurde als zu teuer angesehen und 1992 endgültig gestrichen.
Als 1994 eine liberale Partei die Regierung bildete, benötige das kanadische Heer noch immer neue Fahrzeuge. Um der Forderung der Army nachzukommen, wurde das Projekt in mehrere Phasen eingeteilt. Die erste Phase sah den Ersatz der Lynx-Panzer durch das Coyote Reconnaissance Vehicle vor. Am 16. August 1995 wurde bekanntgegeben, dass General Motors Diesel Division, später in GM Defense und danach aufgekauft von General Dynamics Land Systems of Ontario, den Auftrag erhalten hatte, Fahrzeuge des Typs LAV III zu bauen. Diese Fahrzeuge sollen die alten Grizzly- und auch größtenteils die M113-Panzer ersetzen. Der LAV III wurde 1999 in den operativen Dienst aufgenommen.

## Einsätze
Die Fahrzeuge wurden bisher in folgenden militärischen Operationen eingesetzt:
- United Nations Mission in Ethiopia and Eritrea
- United Nations Interim Administration Mission in Kosovo
- Stabilisierungsstreitkräfte NATO-Schutztruppe für Bosnien und Herzegowina (SFOR)
- Krieg in Afghanistan (ISAF)
- United Nations Mission in Haiti

Die Ukraine setzt von Kanada gelieferte LAV Super Bison im Russisch-Ukrainischen Krieg ein. Laut dem Oryx-Blog ging mit Stand Februar 2025 mindestens ein Fahrzeug verloren.

## Nutzer
- Irak
  - Irakische Streitkräfte
- Kanada
  - Canadian Army – 651 Fahrzeuge
- Neuseeland
  - New Zealand Army – 105 Fahrzeuge[3]
- Saudi-Arabien
  - Saudi Arabian National Guard – 19 Fahrzeuge
- Ukraine
  - Kanada lieferte 2022 39 Stück an die Ukraine für den Kampf gegen Russland:[4] die Lieferung 25 weiterer Einheiten durch Kanada wurde im Februar 2025 zugesagt.[5]